# Flemming Larsen
 Der er flere personer med dette navn, se Flemming Larsen (flertydig).
Flemming Larsen (født 23. november 1955) er en tidligere dansk fodboldspiller, der i dag står i spidsen for Ringsted IF.

## Karriere

### Spillerkarriere
I hans spillerkarriere opnåede Flemming Larsen over 300 divisionskampe på målmandsposten for henholdsvis Boldklubben Fremad Amager og Herfølge Boldklub.
Endvidere nåede han at spille på Danmarks junior- samt ynglingelandshold.

### Trænerkarriere
Flemming Larsen har været ungdomstræner for Brøndby IFs U/18- og U/21-mandskaber og har i samarbejde med Tom Køhlert været indover udviklingen af spillere såsom Daniel Agger og Thomas Kahlenberg. Efterfølgende trænede han Farum Boldklub (FC Nordsjællands reserver) i Danmarksserien og Kvalifikationsrækken i en tre-årig periode inden han tog imod et tilbud om at blive cheftræner for den daværende Danmarksserieklub B 1908s elitehold fra den 1. januar 2007. I hans første sæson førte han klubben til oprykning til 2. division.

## Familieforhold
Privat bor han sammen med sin kone (Bende), som han har to børn (Lonni og Brian) med.